# جولين غيريرو
جولين غيريرو (بالإسبانية: Julen Guerrero)‏ مواليد 7 يناير 1974 في بورتغاليتي، إسبانيا، هو لاعب كرة قدم إسباني دولي سابق كان يلعب كلاعب وسط. سبق له أن لعب في كأس العالم لكرة القدم مع منتخب بلاده. لعب خلال مسيرته 384 مباراة سجل خلالها 107 أهداف.

## مرحلة الشباب

### أندية لعب لها
- أتلتيك بيلباو

## المسيرة الاحترافية

### أندية لعب لها
- أتلتيك بيلباو ب
- أتلتيك بيلباو

## روابط خارجية
- جولين غيريرو على موقع الاتحاد الدولي (مؤرشف)  (الإنجليزية)
- جولين غيريرو على موقع الاتحاد الأوربي (الإنجليزية)
- جولين غيريرو على موقع قاعدة بيانات كرة القدم.إي يو (الإنجليزية)
- جولين غيريرو على موقع ناشيونال فوتبول تيمز (الإنجليزية)